# Adolph Brodskij
Adolph Brodskij, född 21 mars 1851 och död 22 januari 1929, var en rysk violinist.
Brodskij var elev bland annat vid musikkonservatoriet i Wien, och blev senare medlem av hovoperans orkester där. Han var lärare vid konservatorierna i Moskva och Leipzig och blev slutligen direktör för College of Music i Manchester. Brodskij genomförde även vidsträckta konsertresor.